# فراری ۴۵۸ ایتالیا
فراری ۴۵۸ ایتالیا یک خودروی اسپرت موتور وسط تولید فراری خودروساز ایتالیایی است. ۴۵۸ ایتالیا جانشین فراری اف۴۳۰ است.
از ۴۵۸ ایتالیا در نمایشگاه بین‌المللی خودروی آلمان ۲۰۰۹ در ۱۵ سپتامبر ۲۰۰۹ به صورت رسمی رونمایی شد و قیمت آن حدود ۱۷۰٬۰۰۰ یورو بود. موتور این خودرو توانست جوایز متعددی را به عنوان کارآمدترین موتور اسپرت سال دریافت کند.

## مشخصات
در اولین اعلان رسمی فراری دربارهٔ این خودرو، ۴۵۸ ایتالیا به‌عنوان جانشین اف۴۳۰ توصیف شد؛ خودرویی برخاسته از یک طراحی کاملاً جدید، با تکیه بر فناوری‌هایی برگرفته از تجربهٔ شرکت در فرمول یک.

### پیشرانه
۴۵۸ ایتالیا دارای یک پیشرانهٔ ۸ سیلندر خورجینی ۴٬۴۹۹ سی‌سی برگرفته از یک طراحی مشترک فراری/مازراتی، با توان ۵۷۰ اسب بخار در ۹٬۰۰۰ دور بر دقیقه و گشتاور ۵۴۰ نیوتن متر در ۶٬۰۰۰ دور بر دقیقه، با دسترسی ۸۰٪ گشتاور در ۳٬۲۵۰ دور بر دقیقه است. این پیشرانه برای اولین بار در خودروهای شهری موتور وسط فراری، از تزریق مستقیم بنزین استفاده می‌کند.

### انتقال قدرت
واحد انتقال قدرت استاندارد این خودرو یک گتراگ دو کلاچهٔ ۷ سرعتهٔ متفاوت با مدل به‌کار رفته در مرسدس-بنز اس‌ال‌اس آام‌گ و شبیه مدل به‌کار رفته در فراری کالیفرنیا است. با عدم ارائهٔ سیستم تعویض دندهٔ دستی سنتی روی این خودرو، ۴۵۸ ایتالیا دومین فراری شهری بعد از انزو است که کفهٔ دسته دندهٔ چاک‌دار کلاسیک فراری روی آن ارائه نمی‌شود.
| دنده | ۱    | ۲    | ۳    | ۴    | ۵    | ۶    | ۷    | ضریب نهایی راندن |
| ---- | ---- | ---- | ---- | ---- | ---- | ---- | ---- | ---------------- |
| ضریب | ۳٫۰۸ | ۲٫۱۸ | ۱٫۶۳ | ۱٫۲۹ | ۱٫۰۳ | ۰٫۸۴ | ۰٫۶۹ | ۵٫۱۴             |

### عملکرد
شتاب صفر تا یکصد کیلومتر در ساعت آن ۳,۴ ثانیه و بالاترین سرعت آن ۳۲۵ کیلومتر بر ساعت است. با این همه مصرف سوخت ترکیبی آن ۱۳,۷ لیتر در یکصد کیلومتر و میزان تولید دی‌اکسید کربن آن ۳۲۰ گرم در کیلومتر است.

## طراحی

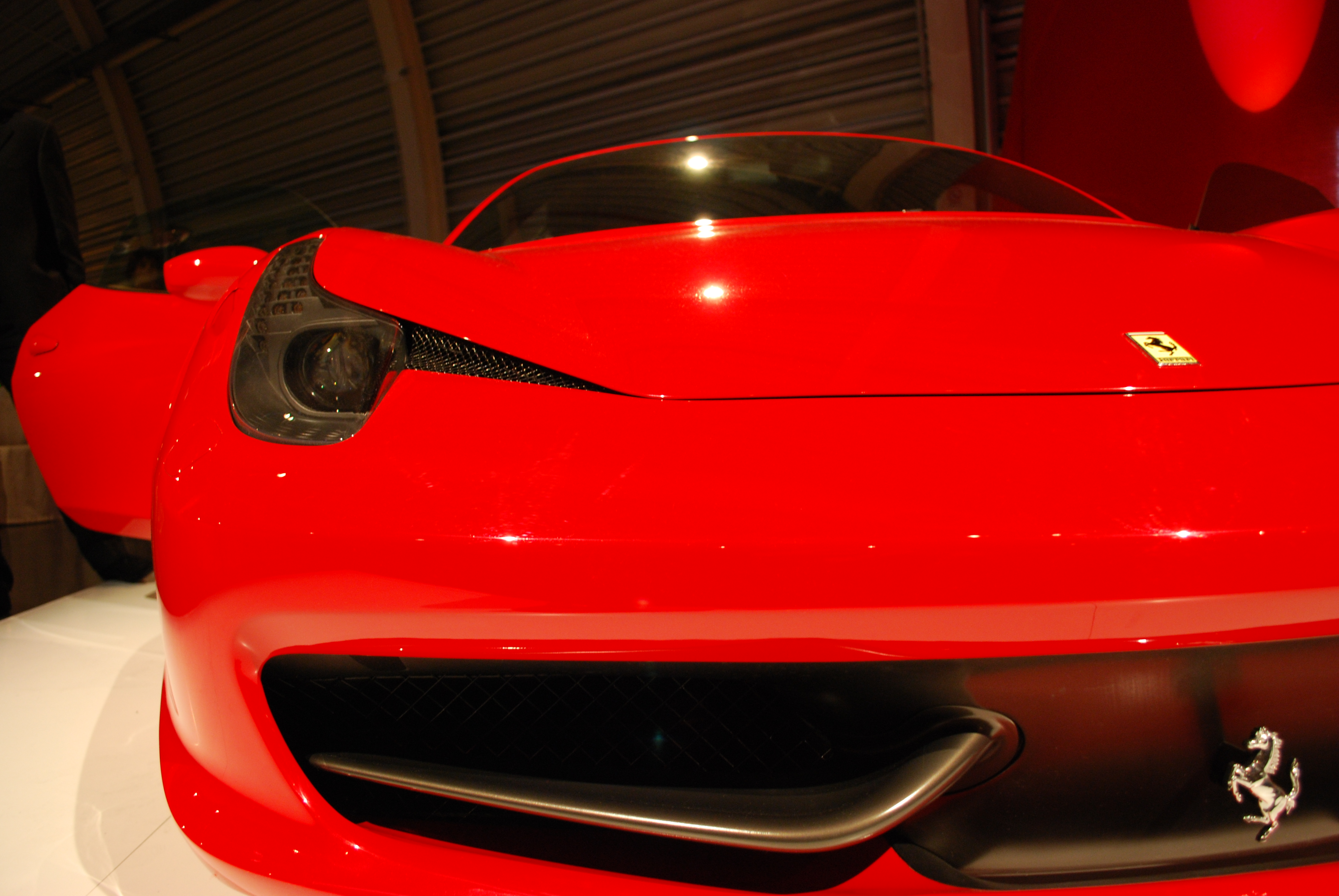
بالچهٔ آیرودینامیک فعال در داخل دماغهٔ جلویی فراری ۴۵۸ ایتالیا که در سرعت بالا ۲۰ میلی متر پایین می آیند که باعث افزایش نیروی رو به پایین می شود

این خودرو و دیگر مدل‌های اخیر فراری توسط پینین‌فارینا طراحی شده‌اند. طراحی بیرونی آن برای کارآمدی آیرودینامیکی طراحی شده و نیروی رو به پایینی معادل ۱۴۰ کیلوگرم در سرعت ۲۰۰ کیلومتر بر ساعت تولید می‌کند. دماغهٔ جلویی شامل بالچه‌هایی است که برای کاهش نیروی پسا در سرعت‌های بالا رو به پایین تغییر حالت می‌دهند.